# Кубодиёнский район
Кубодиёнский район (тадж. Ноҳияи Қубодиён) — административный район в Хатлонской области Республики Таджикистан.
Административно-территориальная единица под названием «Кубодиёнский район», образованная 7 апреля 1978 года, в целом повторяет своими пределами Микоянабадский район в границах 1936—1955 годов. Районный центр — село Кубодиён, расположен в долине реки Кафарнихон, правого притока Пянджа, в 94 км к юго-западу от Бохтара и в 2 км от железнодорожной станции. Расстояние до Душанбе — 198 км. В 1936-1957 годах назывался Микоянабадом в честь А. И. Микояна. Территория Кубодиёнского района составляет 1834,4 км2.

## История

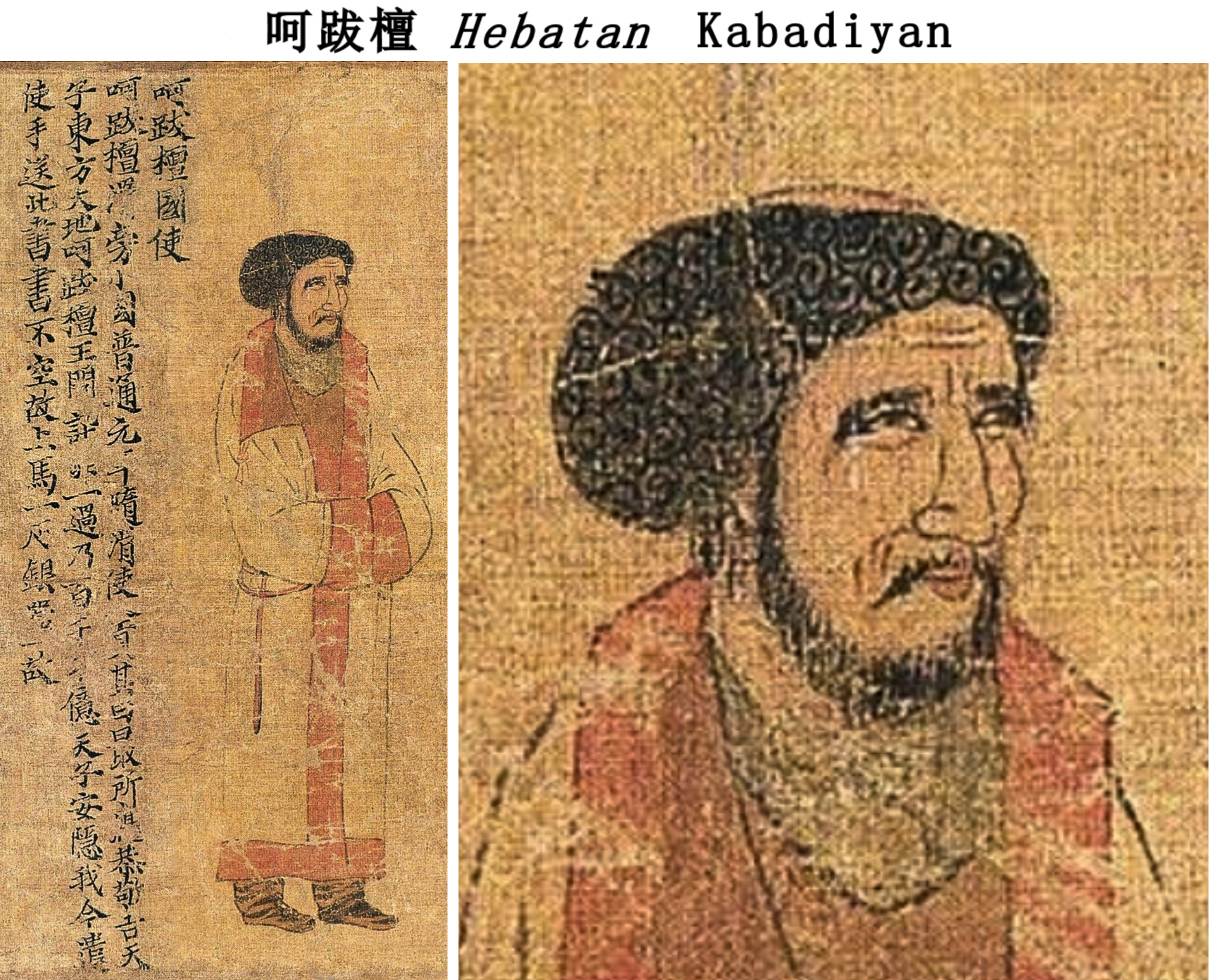
Посол из Кубадияна при китайском дворе императора Сяо И (Лян) в его столице Цзинчжоу в 516–520 гг.н.э. «Портреты из Периодического приношения Лян», копия Сун XI века. Посол сопровождал эфталитов в Китай.

Долина реки Кафирниган начала осваиваться уже во второй четверти I тысячелетия до н. э. с созданием здесь большой ирригационной сети. Культурные земли правого побережья реки орошались древним каналом, головная часть которого находится на расстоянии 18 км к северу от районного центра Кубадиян. Такой же канал в древности орошал культурные земли левого побережья.
В средневековых источниках название Кубадияна приводится в форме «Кубадийан» (перс. قبادیان‎), «Кувадийан» (перс. قوادیان‎) и «Кувазийан» (перс. قباذیان‎) и распространяется на междуречье Сурхандарьи и Вахша.
Впервые Кубадиян упоминается в сочинении ат-Табари в связи с походом Асада ибн 'Абдаллаха в Хутталан в 725 году. 
В IX веке Кубадиян административно относился к области Хутталана, а в X веке при Саманидах — к области Чаганияна.
Согласно Абу Са‘д ас-Сам‘ани, в XII веке Кубадиян был цветующим округом («нахийа»), относящимся к области Балха. Средневековая столица Кубадияна была довольно значительным городом, одним из крупнейших в бассейне верхнего течения Амударьи.
В области Кубадияна в средние века было несколько густонаселенных и цветущих городов, расположенных среди гор недалеко от Амударьи, то есть в нижнем течении реки Кафирниган.
Считается, что Амударьинский клад, найденный между 1876 и 1880 годами на северном берегу реки Аму-Дарья, происходит из городища Тахти-Кубад (тадж. Тахти Қубод), которое расположено на территории Кубадиянского района.
Клад назван по древнегреческому названию реки Аму-Дарья — Оксус (лат. «Oxus», которое через др.-греч. «Ὄξος» восходит к др.-перс. «vaxšu-»). Предположительно происхождение клада связано с храмом, который там находился.
Клад является наиболее известным собранием золотых и серебряных вещей эпохи Ахеменидов и имеет чрезвычайно важное значение благодаря исторической и культурной ценности составляющих его предметов.
Храм Окса располагался на территории городища Тахти-Сангин (конец IV века до н. э.-начало III века н. э.) ниже слияния Вахша с Пянджом.

### XX век
Территория нынешнего Кубодиёнского района располагается на землях бывшего Кабодианского амлока Кабадианского бекства Бухарского эмирата. С прекращением существования последнего в 1920 году и образованием Бухарской народной советской республики (БНСР) было введено деление на вилайеты и тюмени.
Кабадианский тюмень существовал в 1920—1930 годах в составе Курган-Тюбинского вилайета, сперва в составе БНСР, а с 1924 года — Таджикской АССР (входившей в Узбекскую ССР).
В декабре 1929 года провозглашена Таджикская ССР, и Кабадианский тюмень стал частью Курган-Тюбинского округа.
29 августа 1930 года Курган-Тюбинский округ был упразднён, и Кабадианский тюмень, преобразованный в Кабадианский район, стал иметь республиканское подчинение.
7 марта 1933 года Кабадианский район переименован в Шаартузский район.
Постановлением ЦИК СССР от 7 марта 1936 года из четырёх джамсоветов Шаартузского района был образован Микоянабадский район, его центр кишлак Кабадиан одновременно переименован в Микоянабад.
27 октября 1939 года Микоянабадский и Шаартузский районы наравне с ещё 22 районами вошли в состав вновь образованной Сталинабадской области, в которую входили до 10 апреля 1951 года (за исключением периода с 7 января 1944 по 23 января 1947 года, когда они передавались в состав Курган-Тюбинской области).
Указом Президиума Верховного Совета Таджикской ССР от 14 сентября 1955 года в состав Микоянабадского района передана территория упразднённого Шаартузского района. Административный центр при этом был перенесён из Микоянабада в посёлок Шаартуз, который одновременно переименовывался в Микоянабад (таким образом, на территории района стали существовать два населённых пункта под таким названием).
В соответствии с Указом Президиума Верховного Совета Таджикской ССР от 7 октября 1957 года Микоянабадский район переименован в Шаартузский. Его административному центру Микоянабаду возвращено название Шаартуз, другой одноимённый кишлак переименован 30 ноября того же года в кишлак имени Насир Хисрав.
4 апреля 1977 года оба района вновь вошли в состав повторно образованной Курган-Тюбинской области.
7 апреля 1978 года согласно Указу Президиума Верховного Совета Таджикской ССР из состава Шаартузского района выделен вновь образованный Кабодиёнский район с центром в посёлке Кабодиён.
С 8 сентября 1988 года по 24 января 1990 года Кабодиёнский и Шаартузский районы были частью новой Хатлонской области, пока не вернулись в состав восстановленной Курган-Тюбинской области Таджикской ССР (с конца 1991 года — Республики Таджикистан).
2 декабря 1992 года районы окончательно вошли в состав восстановленной Хатлонской области.
29 апреля 2004 года согласно Постановлению Маджлиси милли Маджлиси Оли Республики Таджикистан № 541 Кабадиёнский район переименован на район Кубодиён.

## География
На территории района расположена пустыня Курджалакум.
Кубодиёнский район расположен в долине реки Кафирниган, правого притока Пянджа. На севере граничит с районом Рудаки, на востоке — с районом Дусти, на западе — с Шахритусским районом Хатлонской области Таджикистана, на юге — с районом Калайи-Заль провинции Кундуз Афганистана.

## Население
Население по оценке на 1 января 2022 года составляет 195 100 человек, в том числе городское (в пос. Кубодиён) – 12,5 тыс. чел, или 6,4%.
| Численность населения | Численность населения | Численность населения | Численность населения | Численность населения | Численность населения | Численность населения | Численность населения |
| 1939                  | 2003                  | 2004                  | 2005                  | 2006                  | 2007                  | 2008                  | 2009                  |
| --------------------- | --------------------- | --------------------- | --------------------- | --------------------- | --------------------- | --------------------- | --------------------- |
| 11 530                | ↗128 300              | ↗130 700              | ↗133 200              | ↗136 200              | ↗139 500              | ↗142 900              | ↗145 800              |
| 2019                  | 2020                  | 2021                  | 2022                  |                       |                       |                       |                       |
| ↗183 200              | ↗188 100              | ↗191 400              | ↗195100               |                       |                       |                       |                       |

## Административное деление
В состав Кубодиёнского района входят 7 сельских общин (тадж. ҷамоат) и 1 пгт:
| Административное деление Кубодиёнского района |                  |
| Сельская община                               | Население (2015) |
| Кубодиён, пгт                                 | 12,200 (2020)    |
| им. Носира Хусрава                            | 35,248           |
| Навобод                                       | 11,200           |
| им. Утакары Назарова                          |                  |
| им. Ниёзова                                   | 18,682           |
| 20-летия Независимости                        |                  |
| Тахти Сангин                                  | 36,769           |
| Заркамар                                      | 11,787           |

Главой Кубодиёнского района является Председатель Хукумата, который назначается Президентом Республики Таджикистан. Главой правительства Кубодиёнского района является Председатель Хукумата. Законодательный орган Кубодиёнского района — Маджлис народных депутатов, который избирается всенародно на 5 лет.